# موزه تاریخ توالت
موزه تاریخ توالت (انگلیسی: Toilet History Museum)یک موزه خصوصی در کی‌یف در اوکراین است که دارای بزرگ‌ترین مجموعه وسایل و اقلام مرتبط با توالت در جهان می‌باشد. در سال ۲۰۱۶، رکوردهای جهانی گینس آن را به عنوان «بزرگ‌ترین مجموعه کاسه توالت در جهان» به رسمیت شناخت.
این موزه توسط نیکولای و مارینا بوگداننکو، یک زوج اوکراینی که قبلاً در صنعت لوله‌کشی کار می‌کردند و می‌خواستند اهمیت بهداشت را به مردم آموزش دهند، افتتاح شد. در سال ۲۰۱۳ بوگداننکو یک کتاب ۵۲۱ صفحه ای در مورد تاریخچه بهداشت و لوازم بهداشتی به نام تاریخ جهانی (از توالت‌ها) منتشر کرد. امروزه، این موزه هر ماه حدود ۱۰۰۰ بازدیدکننده را جذب می‌کند و در قلعه کیف، ساختمانی که متعلق به قرن ۱۹ است، قرار دارد.